# Unidas Podemos
Unidas Podemos é a coligação eleitoral formada por Podemos, Esquerda Unida e outros diversos partidos de esquerda para concorrer às Eleições gerais na Espanha em 2016.
Em meados de Abril de 2016, negociações entre o Podemos e a Unidade Popular, liderada pela Esquerda Unida, foram iniciadas de forma a unirem forças e conseguiram ultrapassar o PSOE, como o maior partido da esquerda espanhola.
Em Maio de 2016, as negociações foram concluídas com sucesso, com a coligação de Podemos com a Esquerda Unida, graças à aprovação em consultas internas, em ambos os partidos. Ambos os partidos, marcaram o Partido Popular como maior rival, procurando marginalizar o PSOE e, afirmar-se como o maior partido de esquerda.
A coligação liderada por Podemos e Esquerda Unida voltará a ser reedita para as eleições gerais e europeias de 2019 com o nome de Unidas Podemos.

## Partidos membros
| Partido | Partido                    | Ideologia                           |
| ------- | -------------------------- | ----------------------------------- |
|         | Podemos                    | Socialismo democrático, Populismo   |
|         | Esquerda Unida             | Socialismo, Comunismo, Marxismo     |
|         | Equo                       | Ecologismo                          |
|         | Catalunha em Comum-Podemos | Socialismo democrático, Populismo   |
|         | Batzarre                   | Comunismo, Socialismo do século XXI |

## Resultados eleitorais

### Eleições legislativas
| Data    | Líder                  | CI. | Votos     | %            | +/- | Deputados | +/- | Status   |
| ------- | ---------------------- | --- | --------- | ------------ | --- | --------- | --- | -------- |
| 2016    | Pablo Iglesias Turrión | 3.º | 5 049 734 | 21,1 / 100,0 |     | 71 / 350  |     | Oposição |
| 04/2019 | Pablo Iglesias Turrión | 4.º | 3 732 929 | 14,3 / 100,0 | 6,8 | 42 / 350  | 29  | Oposição |
| 11/2019 | Pablo Iglesias Turrión | 4.º | 3 097 185 | 12,8 / 100,0 | 1,5 | 35 / 350  | 7   | Governo  |

### Eleições europeias
| Data | CI. | Votos     | %            | Deputados |
| ---- | --- | --------- | ------------ | --------- |
| 2019 | 4.º | 2 252 378 | 10,1 / 100,0 | 6 / 54    |